# Hazel Nell Dukes
Pour les articles homonymes, voir Dukes.
Hazel Nell Dukes, née le 17 mars 1932 à Montgomery (Alabama) et morte le 1er mars 2025 à Harlem (New York), est une militante américaine. Elle est présidente nationale de l'Association nationale pour la promotion des gens de couleur (NAACP) et présidente de la section de l'État de New York de l'organisation.

## Biographie

### Jeunesse et éducation
Hazel Nell Dukes naît le 17 mars 1932 à Montgomery en Alabama. Elle est la fille unique d'Alice et Edward Dukes. Son père est pullman porter. Elle s'inscrit à l'Alabama State Teachers College en 1949 dans l'espoir de devenir enseignante. Cependant, après avoir déménagé à New York avec ses parents en 1955, elle commence ses études au Nassau Community College, où elle se spécialise dans l'administration des affaires.
En 1978, Hazel Nell Dukes obtient un bachelor's degree en administration des affaires de l'Université Adelphi. Elle effectue des études post-universitaires au Queens College. Elle est titulaire de trois doctorats honorifiques de la faculté de droit de la City University of New York au Queens College, du Medgar Evers College de la City University of New York et du Touro College of Osteopathic Medicine.

### Carrière
Alors qu'elle vit à Roslyn, sur Long Island, elle œuvre pour lutter contre la discrimination dans le logement. Elle travaille pour le programme « Head Start » du président Lyndon B. Johnson dans les années 1960. En 1966, elle accepte un poste au bureau du procureur du comté de Nassau, devenant ainsi la première noire américaine à occuper ce poste. Elle travaille ensuite comme organisatrice communautaire pour l'Economic Opportunity Commission of Nassau County et enseigne à des enfants vivant dans la pauvreté. Elle s'exprime sans cesse ouvertement pendant les présidences de Reagan et de Bush dans les années 1980 et 1990. Elle est une avocate de la réforme de l'éducation et de la promotion des droits civils.
De 1989 à 1992, Hazel Nell Dukes est présidente nationale de la National Association for the Advancement of Colored People (NAACP),.
Elle est nommée présidente de la New York City Off-Track Betting Corporation (NYCOTB) en 1990, vingt-cinq ans après y avoir travaillé dans le domaine social. Elle est nommée à la tête du NYCOTB par le maire de New York, David Dinkins. Rudy Giuliani, qui a battu Dinkins lors de l'élection du maire de New York en 1993, condamne publiquement la gestion de NYCOTB par Hazel Nell Dukes, affirmant que l'organisation a perdu de l'argent sous sa direction,. En 1997, elle plaide coupable de tentative de vol qualifié. Elle admet avoir volé 13 000 dollars à un travailleur handicapé du NYCOTB qui lui avait permis de gérer le compte de la caisse d'épargne du travailleur alors que Hazel Nell Dukes était directrice de cette organisation,,.

### Reconnaissance et image publique
En 1990, Hazel Nell Dukes reçoit le Candace Award for Community Service décerné par la National Coalition of 100 Black Women. En 2017, le Women's Black Agenda lui décerne son prix de l'économie et des affaires, dans le cadre de la conférence annuelle de la Congressional Black Caucus Foundation. L'Association des législateurs noirs et portoricains de l'État de New York lui décerne le prix « Empire State and Nation Builder Award » et le Sénat de l'État de New York lui rend hommage en 2018. En 2019, une plaque en l'honneur de Hazel Nell Dukes est placée à l'angle de la 137e rue et du boulevard Adam Clayton à Harlem,.
En janvier 2023, Hazel Nell Dukes fait prêter serment à Kathy Hochul en tant que gouverneur de New York. En mars 2023, une rue de Roslyn Heights, dans l'État de New York, où Hazel Nell Dukes a vécu, reçoit le nom honorifique de « Dr Hazel Dukes Way ».
En août 2023, l'ancienne secrétaire d'État Hillary Clinton lui remet la médaille Spingarn, la plus haute distinction décernée par la NAACP,.

### Mort
Hazel Nell Dukes meurt le 1er mars 2025 à Harlem, New York, à l'âge de 92 ans,.